# Procédé Frasch
Le procédé Frasch permet d'extraire le soufre natif (ou élémentaire) de dépôts souterrains à cadence industrielle. De l'eau en état de surébullition est injectée dans le dépôt chargé en soufre ; le soufre fond et est chassé vers la surface par pression d'air. Le procédé Frasch permet de récolter un soufre de haute pureté. Jusqu'à la fin du XXe siècle, la plus grande partie du soufre consommé ou transformé dans le monde était obtenue ainsi ; depuis, l'extraction du soufre en marge des champs de pétrole et de gaz s'est banalisée (voir Procédé Claus) et a éclipsé le procédé Frasch.

## Histoire

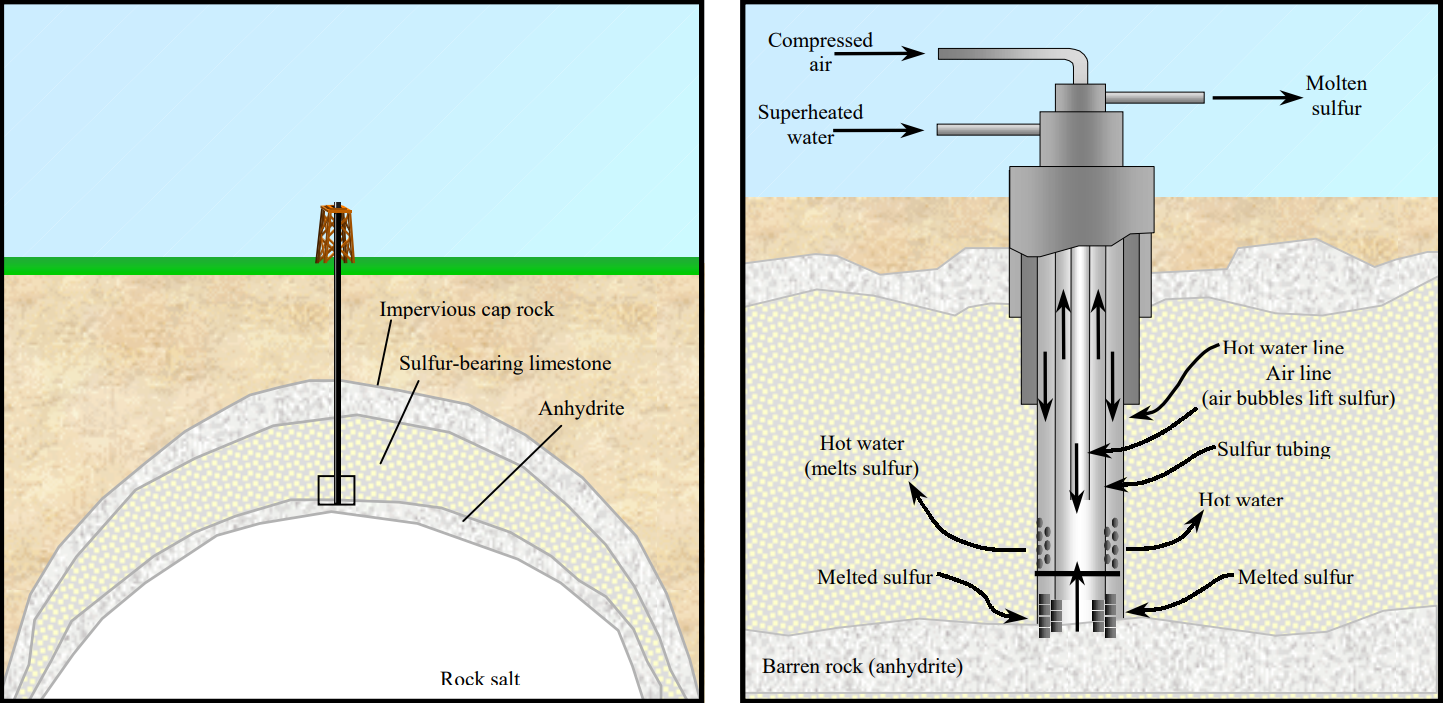
Illustration montrant la structure d'un dôme de sel (diapir) contenant du soufre natif et la position d'une pompe Frasch. On injecte de l'eau chaude en état de surébullition dans la roche pour faire fondre le soufre. Le soufre fondu et liquide est alors expulsé en surface sous forme d'émulsion par de l'air comprimé (airlift),.

En 1867, en Louisiane, des mineurs découvrent du soufre natif sous la croûte sommitale d'un dôme de sel de la Paroisse de Calcasieu, mais il est recouvert de sables mouvants, ce qui interdit une extraction directe. En 1894, un chimiste d'origine allemande, Hermann Frasch (1852–1914), imagine une technique permettant de séparer le soufre en utilisant des tuyaux pour traverser les horizons sableux. Elle remédie à la méthode sicilienne, coûteuse et polluante. Le succès est au rendez-vous : le 24 décembre 1894, le premier baril de soufre liquide est récolté à la surface. Afin de réunir la masse de capitaux nécessaires à l'exploitation du procédé, Union Sulphur Company est lancée en bourse en 1896 ; toutefois, le coût encore élevé du carburant pour chauffer l'eau obère la rentabilité du procédé ; la découverte, en 1901, du champ de pétrole de Spindletop au Texas change la donne et marque le vrai point de départ de l'industrie chimique régionale. Le procédé Frasch est mis en œuvre dans les mines de Sulphur en 1903.
À l'expiration du brevet de Frasch, l'emploi du procédé se généralise aux dômes de sel des côtes du Texas : un second dôme est exploité par ce procédé en 1912 dans le Comté de Brazoria. En peu de temps, la côte du Texas domine la production mondiale de soufre, et le demeure pendant la première moitié du XXe siècle. Au début des années 1970, la désulfuration du gaz naturel et du pétrole se perfectionne et détrône, par son coût marginal, les dômes Frasch, qui ferment les uns après les autres. Le dernier gisement de soufre exploité par le procédé Frasch aux États-Unis ferme en 2000. Celui d'Irak cesse ses activités au cours de la guerre d'Irak en 2003.
Le procédé Frasch est encore utilisé au Mexique et en Pologne.

## Description du procédé
Le procédé Frasch pour le soufre est utilisé pour l'extraction d'un dôme de sel ou dans des dépôts d'évaporite, car le soufre y est stocké dans des bancs rocheux perméables piégés entre deux couches imperméables. Dans le cycle du soufre, l'altération d'origine bactérienne de l'anhydrite ou gypse, en présence d’hydrocarbures, produit du carbonate de calcium et du sulfure d'hydrogène. Or le sulfure d'hydrogène s'oxyde en soufre élémentaire, par la présence d'eau de percolation, ou sous l’action de bactéries anaérobies,. 
Dans le procédé Frasch, après le forage et le premier tubage d'un puits traversant la roche de couverture située au-dessus de celle piégeant le dépôt de soufre, trois cannes concentriques sont mises en place dans le puits. On y injecte de l'eau très chaude en état de surébullition  (165 °C sous 2,5 à 3 MPa) par le tube extérieur. De l'air comprimé sec est injecté vers le fond par le tube central. Le soufre fond à 115 °C : une fois liquide, il est chassé vers la surface par l'air comprimé et remonte dans l'annulaire du tube intermédiaire inséré entre le tube central (air comprimé) et le tube extérieur (eau chaude). En effet, injecter uniquement de l'eau chaude pour remonter le soufre liquide exigerait une pression hydraulique supérieure et conduirait également à un surcoût énergétique important. La pression hydraulique du fluide dans la colonne du tube annulaire de remontée chute avec la diminution de la profondeur au fur et à mesure de l'ascension du fluide. L'air comprimé augmente alors de volume en remontant et crée une multitude de petites bulles d'air. Il se forme ainsi une émulsion air/liquide de moindre densité que celle du soufre liquide. À la suite du déséquilibre entre la pression hydraulique de la colonne d'injection d'eau chaude descendante et celle de la colonne remontante de l'émulsion de soufre liquide/air/eau, il se crée un effet d'aspiration vers le haut. C'est l'effet de pompage par airlift également utilisé lors de travaux subaquatiques en plongée pour remonter des sédiments et des débris solides vers la surface (fouilles archéologiques, recherche de minerais précieux, ...). 
Le soufre ainsi obtenu peut être très pur (99,7 à 99,8%) : il présente alors une teinte jaune clair ; mais, s'il est contaminé par des composés organiques, il prend une teinte plus sombre. La purification est coûteuse, et souvent superflue. Par ce procédé, les États-Unis produisent 3,89 millions de tonnes de soufre en 1989, et le Mexique, 1,02 million de tonnes en 1991.
Il est techniquement possible de recourir au procédé Frasch pour des dépôts de soufre élémentaire profonds de 50 à 800 m. Il faut entre 3 et 38 m3 d'eau en surébullition par tonne de soufre extraite, et le coût énergétique est respectable. Lebowitz (1931) décrit la fabrication d'une maquette de ce procédé destinée aux enseignants et étudiants des écoles de chimie et d'ingénieurs. Cependant, depuis l’avènement du procédé Claus indispensable actuellement à la désulfuration du pétrole et du gaz, le recours au procédé Frasch est en net recul au niveau mondial.